# Fytol
Fytol är en diterpen-alkohol, av vilken det finns cis- och trans-isomerer. Den förekommer esterbunden i klorofyll a och b, där den fungerar som en hydrofob förankring för den hydrofila klorin-ringen i kloroplasternas tylakoidmembran. Fytol kan vidare användas som substrat vid syntesen av vitamin E och vitamin K. Hos idisslare produceras fytol vid jäsningen i matsmältningskanalen, och omvandlas sedan till fytansyra och lagras i fett (kroppsfett och mjölk).
Fytol isolerades för första gången av Richard Willstätter 1909 genom hydrolys av klorofyll och 1928 utredde Franz Gottwalt Fischer fytols struktur.

## Refsums sjukdom
Refsums sjukdom är en ovanlig ärftlig (autosom, recessiv) neurologisk sjukdom som orsakas av ackumulation av fytansyra. Den yttrar sig genom avsaknad av luktsinne (anosmi), känselnedsättning, näthinnesförändringar (retinitis pigmentosa), hörselnedsättning och koordinationsstörningar (cerebellar ataxi). Sjukdomen behandlas med diet, för att minska intaget av fytansyra och fetter som bryts ner via fytansyra.

## Kommersiella tillämpningar
Fytol används som doftämne och används i kosmetika, schampo, tvål och rengöringsmedel. Världsförbrukningen har uppskattats till mellan 100 och 1000 kg/år.